# Kristofor Ivanović
Kristofor (Krsto) Ivanović (Budva, 1618. /1628. – Venecija, prije 6. siječnja 1689.),* hrvatski književnik, libretist i povjesničar. Prvi je povjesničar melodrame.
Rođen je u budvanskoj patrijcijskoj obitelji. Na školovanju u Italiji stekao je naslov doktora obaju prava. Bio je gradski učitelj, kanonik i kaptolski bilježnik. Dok je živio u Budvi počeo je s pisanjem ljetopisa rodnog grada. Poslije se preselio u talijanske krajeve. Živio je u Veroni i Veneciji, gdje je bio kanonik bazilike sv. Marka.
Poznat je kao autor Budvanskog ljetopisa (Anali di Budua) koji je manjim dijelom sačuvan u prijepisima i Kazališnih uspomena (Memorie teatrali, 1681.) koje ga čini prvim povjesničarem mletačke opere. Opere pisane po njegovim libretima uprizorene su u Italiji i u Beču.
Grob mu je u mletačkoj crkvi sv. Mojsija. Sam je dao sastaviti natpis za svoj grob. Njegov nadgrobni spomenik djelo je mletačkog kipara Marca Beltrame. Smatra ga se jednim od najljepših spomenika podignutih nekom Hrvatu koji je djelovao u Veneciji.

## Vanjske poveznice
- Krsto Ivanović, butua.com